# Arbusigny
Arbusigny é uma comuna francesa na região administrativa de Auvérnia-Ródano-Alpes, no departamento de Alta Saboia. Estende-se por uma área de 12,25 km². Em 2010 a comuna tinha 1 151 habitantes (densidade: 94 hab./km²).